# Merwestein (sneltramhalte)
Merwestein is een van de haltes van de Utrechtse sneltram en is gelegen in de stad Nieuwegein.
De halte ligt aan de tak naar Nieuwegein-Zuid van de Utrechtse sneltram. Het is vanaf Nieuwegein-Zuid gezien de vierde halte op de lijn. De halte maakt deel uit van lijn 20: Utrecht - Nieuwegein-Zuid. De halte ligt in het midden van Nieuwegein, tussen de haltes Fokkesteeg en Nieuwegein City in, op de brug over de Doorslag, het kanaal tussen het Merwedekanaal en de Hollandse IJssel.
De halte geeft toegang tot de wijk Merwestein, het zwembad Merwestein en park Oudegein.
De provincie Utrecht was aanvankelijk van plan om de halte te sluiten in 2020 als de tramlijn wordt aangepast aan de lagevloertrams, maar na protesten is deze beslissing op 24 september 2018 weer teruggedraaid. De ombouw van de halte kost €1 miljoen. Het aantal reizigers per dag is volgens de provincie circa 100 per dag.

## Reisrichtingen
- "Zuidwaarts", richting Nieuwegein-Zuid.
- "Noordwaarts", richting Nieuwegein City, IJsselstein (overstappen), Utrecht Centraal en P+R Science Park.

P+R Science Park · WKZ/Máxima · UMC Utrecht · Heidelberglaan · Padualaan · De Kromme Rijn · Stadion Galgenwaard · Station Utrecht Vaartsche Rijn · CS Centrumzijde · CS Jaarbeursplein · Graadt van Roggenweg · 24 Oktoberplein-Zuid · Winkelcentrum Kanaleneiland · Vasco da Gamalaan · Kanaleneiland Zuid · P+R Westraven · Zuilenstein · Batau-Noord · Wijkersloot · Nieuwegein City · Merwestein · Fokkesteeg · Wiersdijk · Nieuwegein-Zuid